# Premi Unión de Actores al millor actor secundari de televisió
El Premi a la millor actor secundari en la seva secció de televisió lliurat per la Unión de Actores y Actrices reconeix la millor interpretació d'una actor principal dins d'una sèrie de televisió. Es ve lliurant des de 2002, ja que entre 1991 i 2001 es va lliurar un únic premi al millor interpretació secundari, sense distingir entre masculina i femenina.

## Guardonats

### Dècada de 2000
| Guanyador | Candidats                                                                             | |
| 2002      | 2002                                                                                  | 2002 |
| --------- | ------------------------------------------------------------------------------------- | --- |
|           | Pedro Casablanc (1) per Arturo Klimov 'El Ruso' a Policías, en el corazón de la calle | - Pepe Sancho per Don Pablo Ramírez Sañudo a Cuéntame cómo pasó - Javivi per Bruno a Ana y los siete                   |
| 2003      |                                                                                       | |
|           | Luis Merlo per Mauri Hidalgo a Aquí no hay quien viva                                 | - Antonio Molero per Fiti Martínez a Los Serrano - Jesús Bonilla per Santiago Serrano a Los Serrano                    |
| 2004      |                                                                                       | |
|           | Eduardo Gómez per Mariano Delgado a Aquí no hay quien viva                            | - Santi Millán per Sergio Antúnez a 7 vidas - Antonio Molero per Fiti Martínez a Los Serrano                           |
| 2005      |                                                                                       | |
|           | Pepe Viyuela (1) per Chema Martínez a Aída                                            | - Pedro Casablanc per Pablo Acosta a Motivos personales - Héctor Colomé per Fabián Robles a Amar en tiempos revueltos  |
| 2006      |                                                                                       | |
|           | Mariano Peña per Mauricio Colmenero a Aída                                            | - Roberto Cairo per Desi en Cuéntame cómo pasó - Patxi Freytez per Mikel Miralles en El comisario                      |
| 2007      |                                                                                       | |
|           | Ginés García Millán per Bernardo Sánchez a Herederos                                  | - Carlos Kaniowsky per Gerardo Marcos a Desaparecida - Félix Gómez per Jacobo García Orozco a Herederos                |
| 2008      |                                                                                       | |
|           | Félix Gómez per Jacobo García Orozco a Herederos                                      | - Nancho Novo per Cristóbal Caballero a El síndrome de Ulises - Ángel Pardo per Simón Ruiz a Amar en tiempos revueltos |
| 2009      |                                                                                       | |
|           | Víctor Clavijo per Fernando Alcázar a La señora                                       | - Javier Collado per Héctor Perea a Amar en tiempos revueltos - Raúl Peña per Hugo de Viana a La señora                |

### Dècada de 2010
| Guanyadora | Candidates                                                      | |
| 2010       | 2010                                                            | 2010 |
| ---------- | --------------------------------------------------------------- | --- |
|            | Aitor Luna per Raúl Cortázar a Gran Reserva                     | - Juan Echanove per Miguel Alcántara a Cuéntame cómo pasó - Francis Lorenzo per El Comisario a Águila Roja                 |
| 2011       |                                                                 | |
|            | Alejo Sauras per Jesús Prado a República                        | - Luis Callejo per De la Cuadra a El barco - Tomás del Estal per Morales a Bandolera                                       |
| 2012       |                                                                 | |
|            | Pedro Casablanc (2) per Alfonso Carrillo de Acuña a Isabel      | - Sergio Peris-Mencheta por Gonzalo Fernández de Córdoba a Isabel - Juan Gea per Viktor Ambrús a Amar en tiempos revueltos |
| 2013       |                                                                 | |
|            | Carlos Santos per Félix a El tiempo entre costuras              | - Daniel Albadalejo per Alfons V de Portugal a Isabel - Lluís Homar per Jesús Cisneros a Gran Hotel                        |
| 2014       |                                                                 | |
|            | Pepe Viyuela (2) per Chema Martínez a Aída                      | - Eusebio Poncela per Francisco Jiménez de Cisneros a Isabel - Borja Luna per Lluís XII de França a Isabel                 |
| 2015       |                                                                 | |
|            | Asier Etxeandia per Raúl de la Riva en Velvet                   | - Eloy Azorín per Pablo Rojas a Sin identidad - Jaime Blanch per Salvador Martí a El Ministerio del Tiempo                 |
| 2016       |                                                                 | |
|            | Julián Villagrán per Diego Velázquez a El Ministerio del Tiempo | - Asier Etxeandia per Raúl de la Riva a Velvet - Raúl Arévalo per Eduardo Marañón a La embajada                            |
| 2017       |                                                                 | |
|            | Pedro Alonso per Berlín a La casa de papel                      | - Jaime Blanch per Salvador Martí a El Ministerio del Tiempo - Vito Sanz per Óscar a Vergüenza                             |
| 2018       |                                                                 | |
|            | Antonio Durán per Manuel Charlín a Fariña                       | - Alejo Sauras per Iago Márquez a Estoy vivo - Jaime Lorente per Denver a La casa de papel                                 |